# Pla de Barraques
El Pla Barraques (en castellà Páramo de Barracas) és un altiplà que es troba a la comarca de l'Alt Palància, a les poblacions valencianes de Barracas i El Toro. Està entre els 600 i els 800 metres d'altura, enclavat entre les serres d'Espina, el Toro i El Herragudo.
Correspon a la part més elevada de la Vall del Palància, on el riu naix.